# Luisa de Francia (1737-1787)

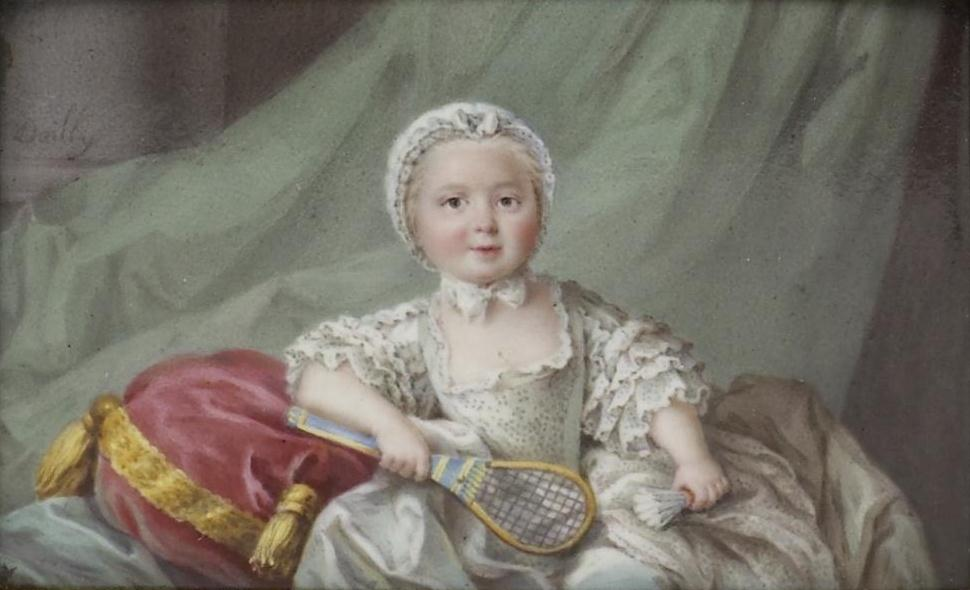
Madame Luisa entre 1738 y 1739.

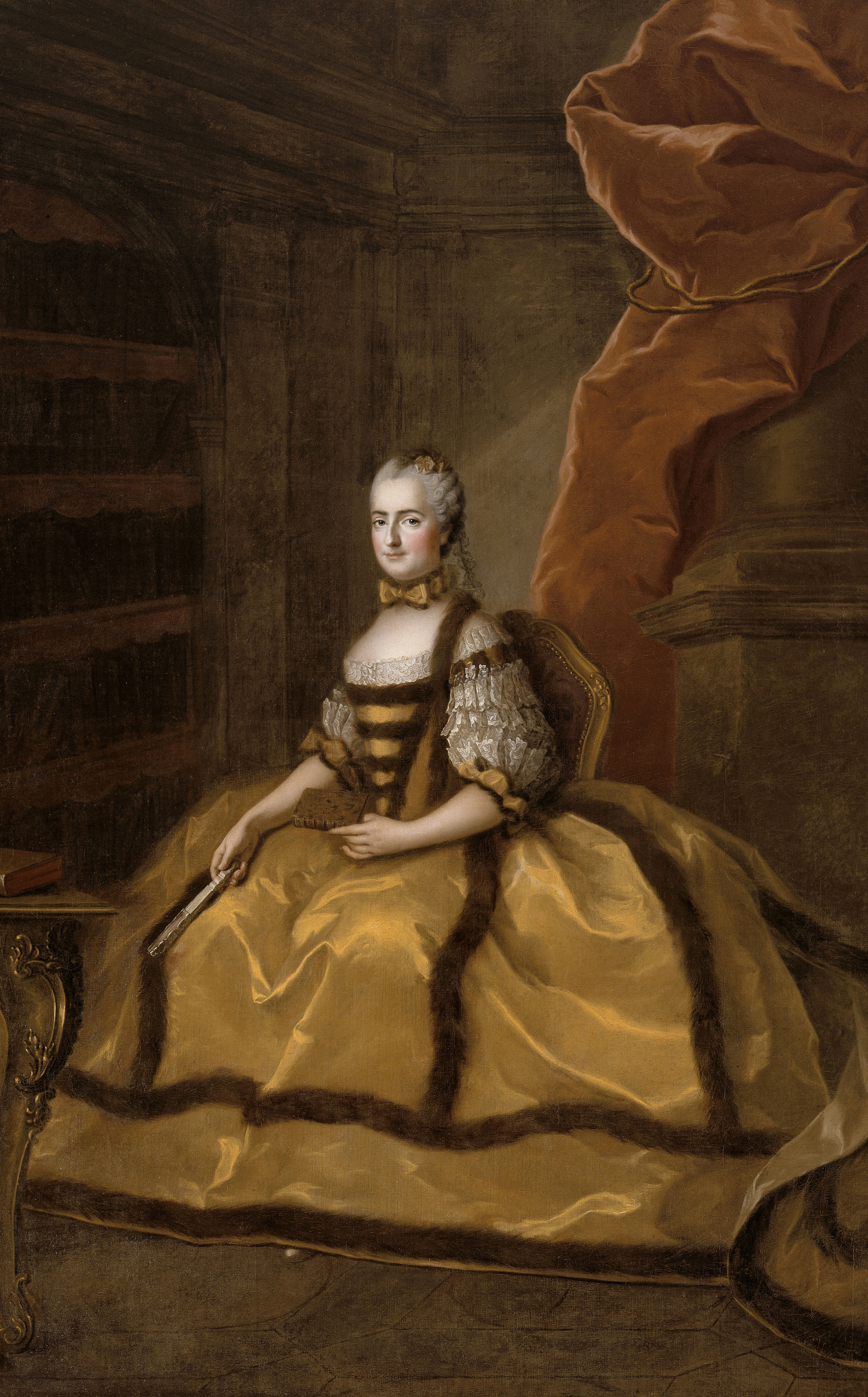
Madame Luisa de Francia

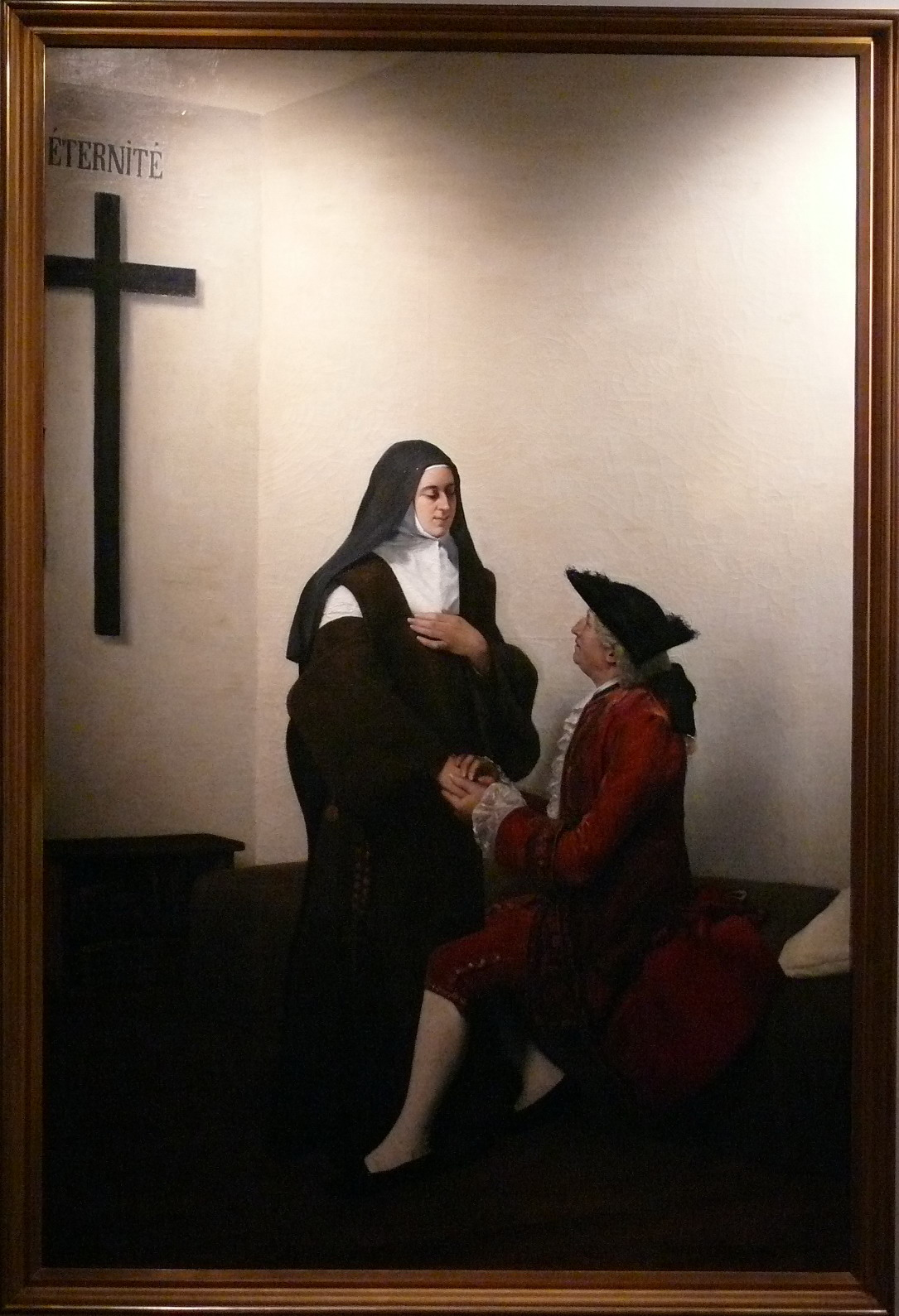
Madame Luisa y Luis XV, obra de Claude Shoshany.

Luisa de Francia (en francés: Louise de France) (Versalles, 15 de julio de 1737-Saint-Denis, 23 de diciembre de 1787), fue una princesa de Francia de la Casa de Borbón, hija menor del rey Luis XV de Francia y de la reina María Leszczynska, que entró en religión como monja carmelita y que es conocida como Venerable Teresa de San Agustín O.C.D. (en francés: Thérèse de Saint-Augustin O.C.D.).

## Primeros años
Luisa nació el 15 de julio de 1737 en el Palacio de Versalles siendo la última hija del rey Luis XV de Francia y de la reina María Leszczynska. 
La reina de 35 años, dio a luz a Luisa María y casi le costó la vida, los médicos le dijeron a la soberana que otro parto podría ser fatal, por lo que la reina, que tenía miedo de perder la buena voluntad de su marido, de solo 27 años y era muy fogoso, prefirió seguir las advertencias de los médicos en silencio, prohibiéndole la entrada al rey a su habitación. Con esto, su relación terminó, aunque el matrimonio continuó siendo formal a pesar de las infidelidades de su marido. El rey abandonó a la reina, y empezaron a nombrar a Luisa como "Madame Derniere" (Madame Última). 
Siendo muy pequeña Luisa fue enviada junto con sus hermanas Madame Victoria y Madame Teresa (que murió joven) a la Abadía de Fontevraud donde debían de pasar doce años hasta su regreso a Versalles. 
Esta princesa se caracterizaba por su ingenio pero también por su orgullo, no dudaba en reclamar a las personas a su servicio que se levanten cuando ella entraba a una habitación pues era la hija del rey, por esta actitud su preceptora una vez le respondió

Y yo madame, soy la hija de vuestro Dios.

## Retorno a Versalles
En 1750 Luisa regresó a la corte de Versalles a la edad de 13 años con su hermana Sofía, donde el rey la llamaba cariñosamente Chiffe. Un poco jorobada ella permanecía siempre apartada, huyendo del mundo, buscando consuelo y ánimo en la religión. 
Su padre hizo varios proyectos de matrimonio para ella, pero ninguno se materializó. Por ejemplo, en 1748, mientras Luisa aún estaba en Fontevraud corrió el rumor de que el rey la destinaba como esposa del príncipe Carlos Eduardo Estuardo, joven pretendiente al trono inglés; pero al igual que sus hermanas mayores, Enriqueta, Adelaida, Victoria y Sofía, conocidas en la corte como las Mesdames, no se casó nunca.

## Luto
En la década de 1760, la familia real estaba en luto y fue un tiempo de reflexión y maduración para Luisa. 
Dos años después de su regreso a la corte, en 1752, su hermana Enriqueta, la hija favorita del rey, murió con solo 25 años. En 1759, Madame Isabel, hermana gemela de Enriqueta, murió en Versalles seguida por su sobrino, Luis José, duque de Borgoña, hijo mayor del delfín de Francia en 1761, y por su sobrina Isabel de Borbón-Parma (la esposa de José II) que murió al dar a luz a los 22 años en 1763.
El único hijo de la pareja real, el delfín Luis Fernando, murió a la edad de 36 años, en diciembre de 1765 y su abuelo materno, Estanislao I Leszczynski en febrero de 1766. Su cuñada María Josefa de Sajonia murió en 1767. 
Por último, la muerte de la reina María Leszczynska en junio de 1768 puso fin a esta serie de luto. 

## Vida religiosa
Para el año 1770, mientras la corte se preparaba para el matrimonio del delfín, el futuro Luis XVI, con María Antonieta de Austria, ante el asombro general, Luisa solicitó a su padre autorización de hacerse carmelita.
Tomó los hábitos el 10 de octubre de 1770 y pronunció sus votos el 12 de septiembre de 1771 en los carmelitas de Saint-Denis.
Luisa se sentía realizada en su cargo y fue designada priora de 1773 a 1779 y luego, de 1785 hasta su muerte, el 23 de diciembre de 1787. Sus últimas palabras en el lecho de muerte fueron

¡Al paraíso! ¡Rápido! ¡A todo galope!

Su tumba fue saqueada en 1793, durante la revolución francesa. En 1873 el papa Pío IX declaró a Luisa Venerable Madre Teresa de San Agustín.

## Títulos y tratamientos
Esta tabla aún no está actualizada. Puedes contribuir aportando información sobre títulos y tratamientos de esta persona.

## Ancestros
|  |                                         |  |  |  |  |  |  |  |  |  |  |  |  |  |  |  |
|  | 16. Luis XIV de Francia                 |  |  |  |  |  |  |  |  |  |  |  |  |  |  |  |
|  |                                         |  |  |  |  |  |  |  |  |  |  |  |  |  |  |  |
|  |                                         |  |  |  |  |  |  |  |  |  |  |  |  |  |  |  |
|  | 8. Delfín Luis de Francia               |  |  |  |  |  |  |  |  |  |  |  |  |  |  |  |
|  |                                         |  |  |  |  |  |  |  |  |  |  |  |  |  |  |  |
|  |                                         |  |  |  |  |  |  |  |  |  |  |  |  |  |  |  |
|  | 17. María Teresa de Austria             |  |  |  |  |  |  |  |  |  |  |  |  |  |  |  |
|  |                                         |  |  |  |  |  |  |  |  |  |  |  |  |  |  |  |
|  |                                         |  |  |  |  |  |  |  |  |  |  |  |  |  |  |  |
|  | 4. Luis de Francia                      |  |  |  |  |  |  |  |  |  |  |  |  |  |  |  |
|  |                                         |  |  |  |  |  |  |  |  |  |  |  |  |  |  |  |
|  |                                         |  |  |  |  |  |  |  |  |  |  |  |  |  |  |  |
|  | 18. Fernando María de Baviera           |  |  |  |  |  |  |  |  |  |  |  |  |  |  |  |
|  |                                         |  |  |  |  |  |  |  |  |  |  |  |  |  |  |  |
|  |                                         |  |  |  |  |  |  |  |  |  |  |  |  |  |  |  |
|  | 9. María Ana Cristina de Baviera        |  |  |  |  |  |  |  |  |  |  |  |  |  |  |  |
|  |                                         |  |  |  |  |  |  |  |  |  |  |  |  |  |  |  |
|  |                                         |  |  |  |  |  |  |  |  |  |  |  |  |  |  |  |
|  | 19. Enriqueta Adelaida de Saboya        |  |  |  |  |  |  |  |  |  |  |  |  |  |  |  |
|  |                                         |  |  |  |  |  |  |  |  |  |  |  |  |  |  |  |
|  |                                         |  |  |  |  |  |  |  |  |  |  |  |  |  |  |  |
|  | 2. Luis XV de Francia                   |  |  |  |  |  |  |  |  |  |  |  |  |  |  |  |
|  |                                         |  |  |  |  |  |  |  |  |  |  |  |  |  |  |  |
|  |                                         |  |  |  |  |  |  |  |  |  |  |  |  |  |  |  |
|  | 20. Carlos Manuel II de Saboya          |  |  |  |  |  |  |  |  |  |  |  |  |  |  |  |
|  |                                         |  |  |  |  |  |  |  |  |  |  |  |  |  |  |  |
|  |                                         |  |  |  |  |  |  |  |  |  |  |  |  |  |  |  |
|  | 10. Víctor Amadeo II de Saboya          |  |  |  |  |  |  |  |  |  |  |  |  |  |  |  |
|  |                                         |  |  |  |  |  |  |  |  |  |  |  |  |  |  |  |
|  |                                         |  |  |  |  |  |  |  |  |  |  |  |  |  |  |  |
|  | 21. María Juana Bautista de Saboya      |  |  |  |  |  |  |  |  |  |  |  |  |  |  |  |
|  |                                         |  |  |  |  |  |  |  |  |  |  |  |  |  |  |  |
|  |                                         |  |  |  |  |  |  |  |  |  |  |  |  |  |  |  |
|  | 5. María Adelaida de Saboya             |  |  |  |  |  |  |  |  |  |  |  |  |  |  |  |
|  |                                         |  |  |  |  |  |  |  |  |  |  |  |  |  |  |  |
|  |                                         |  |  |  |  |  |  |  |  |  |  |  |  |  |  |  |
|  | 22. Felipe de Francia, Duque de Orleans |  |  |  |  |  |  |  |  |  |  |  |  |  |  |  |
|  |                                         |  |  |  |  |  |  |  |  |  |  |  |  |  |  |  |
|  |                                         |  |  |  |  |  |  |  |  |  |  |  |  |  |  |  |
|  | 11. Ana María de Orleans                |  |  |  |  |  |  |  |  |  |  |  |  |  |  |  |
|  |                                         |  |  |  |  |  |  |  |  |  |  |  |  |  |  |  |
|  |                                         |  |  |  |  |  |  |  |  |  |  |  |  |  |  |  |
|  | 23. Enriqueta Ana Estuardo              |  |  |  |  |  |  |  |  |  |  |  |  |  |  |  |
|  |                                         |  |  |  |  |  |  |  |  |  |  |  |  |  |  |  |
|  |                                         |  |  |  |  |  |  |  |  |  |  |  |  |  |  |  |
|  | 1. Luisa María de Francia               |  |  |  |  |  |  |  |  |  |  |  |  |  |  |  |
|  |                                         |  |  |  |  |  |  |  |  |  |  |  |  |  |  |  |
|  |                                         |  |  |  |  |  |  |  |  |  |  |  |  |  |  |  |
|  | 24. Bogusław Leszczyński                |  |  |  |  |  |  |  |  |  |  |  |  |  |  |  |
|  |                                         |  |  |  |  |  |  |  |  |  |  |  |  |  |  |  |
|  |                                         |  |  |  |  |  |  |  |  |  |  |  |  |  |  |  |
|  | 12. Rafael Leszczyński                  |  |  |  |  |  |  |  |  |  |  |  |  |  |  |  |
|  |                                         |  |  |  |  |  |  |  |  |  |  |  |  |  |  |  |
|  |                                         |  |  |  |  |  |  |  |  |  |  |  |  |  |  |  |
|  | 25. Anna, condesa von Denhoff           |  |  |  |  |  |  |  |  |  |  |  |  |  |  |  |
|  |                                         |  |  |  |  |  |  |  |  |  |  |  |  |  |  |  |
|  |                                         |  |  |  |  |  |  |  |  |  |  |  |  |  |  |  |
|  | 6. Estanislao I Leszczynski             |  |  |  |  |  |  |  |  |  |  |  |  |  |  |  |
|  |                                         |  |  |  |  |  |  |  |  |  |  |  |  |  |  |  |
|  |                                         |  |  |  |  |  |  |  |  |  |  |  |  |  |  |  |
|  | 26. Stanisław Jan Jabłonowski           |  |  |  |  |  |  |  |  |  |  |  |  |  |  |  |
|  |                                         |  |  |  |  |  |  |  |  |  |  |  |  |  |  |  |
|  |                                         |  |  |  |  |  |  |  |  |  |  |  |  |  |  |  |
|  | 13. Anna Jabłonowska                    |  |  |  |  |  |  |  |  |  |  |  |  |  |  |  |
|  |                                         |  |  |  |  |  |  |  |  |  |  |  |  |  |  |  |
|  |                                         |  |  |  |  |  |  |  |  |  |  |  |  |  |  |  |
|  | 27. Marianna Kazanowska                 |  |  |  |  |  |  |  |  |  |  |  |  |  |  |  |
|  |                                         |  |  |  |  |  |  |  |  |  |  |  |  |  |  |  |
|  |                                         |  |  |  |  |  |  |  |  |  |  |  |  |  |  |  |
|  | 3. María Leszczynska                    |  |  |  |  |  |  |  |  |  |  |  |  |  |  |  |
|  |                                         |  |  |  |  |  |  |  |  |  |  |  |  |  |  |  |
|  |                                         |  |  |  |  |  |  |  |  |  |  |  |  |  |  |  |
|  | 28. Krzystof Opaliński                  |  |  |  |  |  |  |  |  |  |  |  |  |  |  |  |
|  |                                         |  |  |  |  |  |  |  |  |  |  |  |  |  |  |  |
|  |                                         |  |  |  |  |  |  |  |  |  |  |  |  |  |  |  |
|  | 14. Jan Karol Opaliński                 |  |  |  |  |  |  |  |  |  |  |  |  |  |  |  |
|  |                                         |  |  |  |  |  |  |  |  |  |  |  |  |  |  |  |
|  |                                         |  |  |  |  |  |  |  |  |  |  |  |  |  |  |  |
|  | 29. Teresa Konstancya Czarnkowska       |  |  |  |  |  |  |  |  |  |  |  |  |  |  |  |
|  |                                         |  |  |  |  |  |  |  |  |  |  |  |  |  |  |  |
|  |                                         |  |  |  |  |  |  |  |  |  |  |  |  |  |  |  |
|  | 7. Catalina Opalińska                   |  |  |  |  |  |  |  |  |  |  |  |  |  |  |  |
|  |                                         |  |  |  |  |  |  |  |  |  |  |  |  |  |  |  |
|  |                                         |  |  |  |  |  |  |  |  |  |  |  |  |  |  |  |
|  | 30. Adam-Uryel Czarnkowski              |  |  |  |  |  |  |  |  |  |  |  |  |  |  |  |
|  |                                         |  |  |  |  |  |  |  |  |  |  |  |  |  |  |  |
|  |                                         |  |  |  |  |  |  |  |  |  |  |  |  |  |  |  |
|  | 15. Zofia Czarnkowska                   |  |  |  |  |  |  |  |  |  |  |  |  |  |  |  |
|  |                                         |  |  |  |  |  |  |  |  |  |  |  |  |  |  |  |
|  |                                         |  |  |  |  |  |  |  |  |  |  |  |  |  |  |  |
|  | 31. Teresa Zaleska                      |  |  |  |  |  |  |  |  |  |  |  |  |  |  |  |
|  |                                         |  |  |  |  |  |  |  |  |  |  |  |  |  |  |  |
|  |                                         |  |  |  |  |  |  |  |  |  |  |  |  |  |  |  |